# Jack Thurin
Jack Erik Panos Thurin, más conocido como Jack Thurin, (Skövde, 9 de junio de 1999) es un jugador de balonmano sueco que juega de lateral derecho en el Aalborg HB. Es internacional con la selección de balonmano de Suecia.
Su primer gran campeonato con la selección fue el Campeonato Mundial de Balonmano Masculino de 2021, donde su selección consiguió la medalla de plata.

## Palmarés

### Selección nacional
| Campeonato Mundial | Campeonato Mundial | Campeonato Mundial | Campeonato Mundial |
| Año                | Lugar              | Medalla            |                    |
| ------------------ | ------------------ | ------------------ | ------------------ |
| 2021               | Egipto             | Medalla de plata   |                    |

### Oporto
- Liga de Portugal de balonmano (1): 2023

### Aalborg
- Liga danesa de balonmano (1): 2024

## Clubes
| Club       | País      | Año         |
| ---------- | --------- | ----------- |
| IFK Skövde | Suecia    | 2016 - 2022 |
| FC Oporto  | Portugal  | 2022 - 2023 |
| Aalborg HB | Dinamarca | 2023 - Act. |